# Reallabor der Energiewende
Reallabor der Energiewende ist das neue Konzept der Forschungsförderung für die Energiewende. Vom Bundeswirtschaftsministerium (BMWi) wird diese neue Forschungslinie aufgebaut, die zukunftsfähige Energietechnologien in Großprojekten gleich im industriellen Maßstab erproben sollen.
Das Thema Wasserstofftechnologie will die Bundesregierung mit den Reallaboren  vorantreiben und das BMWi fördert die Reallabore über einen Zeitraum von fünf Jahren mit insgesamt 100 Mio. Euro jährlich und hatte dafür einen Ideenwettbewerb ausgeschrieben.